# Mike Snoei
Mike Snoei (Rotterdam, 4 december 1963)  is een Nederlands voetbalcoach en voormalig voetballer.

## Spelersloopbaan
De linksback begon bij de amateurs van Feyenoord en debuteerde op 22 mei 1982, op 19-jarige leeftijd, in de Kuip tegen FC Twente. Het werd 3-3.
Het zou zijn enige wedstrijd blijven op Zuid en Snoei verkaste na de voorbereiding bij Feyenoord op het seizoen 1982/83 naar buurman Excelsior, dat aan het eind van het seizoen 1981/82 naar de eredivisie was gepromoveerd. Na vijf jaar degradeerde Excelsior aan het eind van het seizoen 1986/87 en na 22 duels in de Eerste divisie in het seizoen 1987/88 haalt Sparta hem in 1988 naar het Kasteel. Daar moest hij noodgedwongen zijn carrière afsluiten als betaald voetballer. Afgescheurde kniebanden zorgden ervoor dat Snoei op 29-jarige leeftijd al afscheid moest nemen. Op 31 mei 1993, thuis tegen Roda JC, speelde hij zijn allerlaatste profwedstrijd. Sparta verloor dat duel met 4-2.
Samen met 5 andere spelers zijn zij de enigen die voor Feyenoord, Sparta Rotterdam en Excelsior gespeeld hebben. Miquel Nelom, Steve Olfers, René van Dieren, Peter Houtman en Eddy Ridderhof zijn de anderen.

## Trainersloopbaan
Een jaar na zijn betaaldvoetballoopbaan werd Snoei jeugdtrainer bij Sparta. In 1997 maakte hij de overstap naar Vitesse, waar hij begon met het trainen van de jeugd: hij had daar de A-selectie en Jong Vitesse onder zijn hoede. Zo werkte Snoei met veel jongens zoals Theo Janssen, Nicky Hofs en Ruud Knol in de jeugd. Met de A1 van Vitesse doorbrak hij in 1998/99 de hegemonie van de Nederlandse topclubs door met dat elftal het landskampioenschap te behalen. Snoei werkte zich op tot hoofdtrainer van het eerste elftal. Clubicoon Theo Bos werd zijn assistent. Het duo Snoei en Bos haalde weinig succes in de Eredivisie, maar Europees ging het uitstekend. Met als hoogtepunt de gewonnen wedstrijden tegen Werder Bremen. Vitesse werd in de derde ronde uitgeschakeld door Liverpool FC. In maart 2003 werd Snoei op non-actief gezet, vanwege teleurstellende resultaten.
Na zijn periode in Arnhem streek hij neer bij zijn oude club Sparta, dat in de Eerste divisie speelde. In zijn eerste seizoen drong Sparta door tot de halve finale van de KNVB Beker. Daarin werd na strafschoppen verloren van FC Utrecht. In de competitie eindigde Sparta op de derde plaats, waardoor de club mocht deelnemen aan de play-offs voor promotie. Uiteindelijk eindigde Sparta als derde in groep A, die werd gewonnen door Vitesse, dat zich daardoor wist te handhaven in de Eredivisie. In mei 2005 werd hij ontslagen, een dag na de 1-0 nederlaag tegen Helmond Sport in de nacompetitie. Met behulp van een advocaat wist hij wel de in zijn contract opgenomen premie in verband met de promotie van Sparta te incasseren. Hij werd opgevolgd door interim-coach Adri van Tiggelen.
Na zijn ontslag bij Sparta werd Snoei hoofdtrainer van Go Ahead Eagles, waar hij Raymond Libregts opvolgde. In seizoen 2006/07 nam Go Ahead Eagles, als winnaar van de vierde periodetitel, deel aan de play-offs en werd in de eerste ronde uitgeschakeld door BV Veendam. Het seizoen erop werd opnieuw een periodetitel gewonnen. Opnieuw werd de club in de eerste ronde van de play-offs uitgeschakeld, dit keer door ADO Den Haag. De thuiswedstrijd eindigde in 1-1; in de uitwedstrijd ging de club met 3-0 onderuit. Tijdens de winterstop maakte Go Ahead Eagles bekend dat de trainer en de club het aflopende contract niet zouden verlengen. Op 4 maart 2008 besloot de club het contract met Mike Snoei te ontbinden wegens tegenvallende resultaten. Hij werd opgevolgd door Andries Ulderink.
In juni 2008 tekende Snoei een contract als assistent-trainer bij Panathinaikos FC, waar hij onder Henk ten Cate kwam te werken. Hier werden beiden na teleurstellende resultaten in december 2009 ontslagen. Daarna was Snoei assistent-trainer bij Umm Salal en bij het Chinese Shandong Luneng. In mei 2013 werd hij aangesteld als hoofdtrainer van Pune FC in India. Nadat de club als zevende eindigde in de I-League werd Snoei in mei 2014 ontslagen. In juli 2015 tekende hij een contract als technisch directeur bij Metaloerh Zaporizja. Hij vertrok daar op 15 december 2015.
In april 2017 werd Snoei aangesteld als hoofdtrainer van Telstar. In zijn eerste seizoen nam Telstar, dankzij een zesde plaats op de ranglijst, deel aan de play-offs. Daarnaast wist hij de Bronzen stier te winnen als prijs voor de beste trainer van de tweede periode. In de play-offs bleek De Graafschap te sterk over twee wedstrijden. In het jaar erna eindigde Telstar op een teleurstellende vijftiende plaats. Wel zette de witte leeuwen in de laatste periode een serie van zeven overwinningen neer en werden de play-offs op een haar na gemist.
Snoei werd in juni 2019 aangesteld als hoofdtrainer van De Graafschap. Hij volgde hier Henk de Jong op, die met de Superboeren degradeerde naar de Eerste divisie. Snoei wist in zijn eerste seizoen beslag te leggen op de derde periodetitel. In verband met het uitbreken van het coronavirus werd de competitie niet afgemaakt en promoveerde De Graafschap niet naar de eredivisie. Het seizoen 2020/2021 was voor de Graafschap uiteindelijk een grote deceptie. Aan het eind van het reguliere seizoen miste De Graafschap directe promotie naar de eredivisie, omdat Go Ahead Eagles een beter doelsaldo had bij een gelijk aantal punten. De club uit Deventer had het gehele seizoen niet op een rechtstreekse promotieplaats gestaan, behalve na de laatste wedstrijd van de competitie. In de playoffs verloor De Graafschap direct de kwartfinale, thuis tegen Roda JC. Op 19 mei 2021 werd bekendgemaakt dat Snoei ontslagen werd wegens het niet halen van de doelstelling. Op 10 juni 2022 werd bekend dat Telstar Snoei terughaalde als opvolger van Andries Jonker. Op 5 februari 2024 besloot Telstar Snoei vanwege tegenvallende resultaten te ontslaan.

## Prijzen

### Als trainer
| Competitie          |                 |                  |                 |                 |
| Competitie          | Aantal          | Jaren            |                 |                 |
| Vitesse (jeugd)     | Vitesse (jeugd) | Vitesse (jeugd)  | Vitesse (jeugd) | Vitesse (jeugd) |
| ------------------- | --------------- | ---------------- | --------------- | --------------- |
| Kampioen A-Junioren | 1x              | 1998/99          |                 |                 |
| Go Ahead Eagles     |                 |                  |                 |                 |
| Periodekampioen     | 2x              | 2007/08, 2007/08 |                 |                 |
| De Graafschap       |                 |                  |                 |                 |
| Periodekampioen     | 2x              | 2019/20, 2020/21 |                 |                 |